# Conjecture d'Artin sur les fonctions L
Pour les articles homonymes, voir Conjecture d'Artin.
En mathématiques, et en particulier en théorie des nombres, la conjecture d’Artin sur les fonctions L concerne les régions du plan complexe dans lesquelles une fonction L d’Artin est analytique.
Soit G un groupe de Galois d’une extension galoisienne finie L/K de corps de nombres ; et soit ρ une représentation de groupe de G sur un espace vectoriel complexe de dimension finie. Alors la conjecture d’Artin affirme que la fonction L d’Artin
L(ρ,s)
est méromorphe dans tout le plan complexe, et admet au plus un pôle en s = 1. De plus la multiplicité du pôle serait égale à la multiplicité de la représentation triviale dans ρ.
Ce résultat est acquis pour les représentations de dimension 1, les fonctions L étant alors associées aux caractères de Hecke ; et en particulier pour les fonctions L de Dirichlet. D’autres cas dépendent de la structure de G, quand il n’est pas un groupe abélien. Voir par exemple le travail de
Jerrold Tunnell.
Ce qui est connu en général vient du théorème de Brauer sur les caractères induits (en), qui a en fait été motivé par cette application. Il nous indique grosso modo, que le Q-module dans le groupe multiplicatif (en) des fonctions méromorphes non nulles dans le demi-plan Re(s) > 1 engendré par les fonctions L de Hecke contient toutes les fonctions L de Artin.
Ici la multiplication par 1/k signifie l'extraction d'une racine de k-ième d’une fonction analytique ; ce qui n'est pas un problème loin des zéros de la fonction, d’autant plus que par hypothèse la fonction ne peut s’annuler dans ce demi-plan. S'il existe des zéros, malgré tout, nous pourrions avoir besoin de réaliser des plans de coupe en des points de branchement
Ainsi la conjecture d’Artin concerne les zéros des fonctions L, tout comme la famille des conjectures liées à l’hypothèse de Riemann. Certains pensent que celle-ci viendrait du résultat assez fort de la philosophie de Langlands, concernant les fonctions L associées à des représentations automorphes de GL(n) pour tout n ≥ 1. En fait il s’agit d’un théorème de bouche à oreille que les anglo-saxons qualifient de « théorème folklorique » ; il représente certainement l’une des motivations principales de la généralité actuelle dans le travail de Langlands.
- (en) Cet article est partiellement ou en totalité issu de l’article de Wikipédia en anglais intitulé « Artin conjecture (L-functions) » (voir la liste des auteurs).